# Tecosca Cormaic
Tecosca Cormaic ['tʴegoska 'kormikʴ] („Die Lehren Cormacs“) ist der Name einer Sammlung von Lehrsprüchen in altirischer Sprache, die in das 8.–9. Jahrhundert datiert wird. Der Autor ist nicht bekannt.
Im Lebor Laignech („Das Buch von Leinster“), im Leabhar Bhaile an Mhóta („Das Buch von Ballymote“) und einigen jüngeren Handschriften ist der Text überliefert. Er ist ein Dialog zwischen dem irischen König Cormac mac Airt und seinem Sohn Cairbre Lifechar, die nach der Überlieferung im 3. Jahrhundert gelebt haben sollen. Inhalt des Gespräches sind die Rechte und Pflichten eines Königs und andere Lehrsprüche (siehe auch Audacht Morainn und Aithech fortha).